# Jamie Delgado
Jamie Delgado (Birmingham, 21 de Março de 1977) é um tenista profissional britânico, tem como melhor ranking em duplas de N. 97, em simples chegou ao 135 posto, em 2000, chegou a representar a Equipe Britânica de Copa Davis.